# Aurelio Conano
Aurelio Conano (in gallese Cynan Wledig; ... – VI secolo) è un leggendario sovrano della Britannia, menzionato nella poco attendibile Historia Regum Britanniae di Goffredo di Monmouth.
Va molto probabilmente identificato con Aurelio Caninio, uno dei tre tiranni che vengono criticati tra la fine del V e gli inizi del VI secolo da Gildas nel De Excidio Britanniae.
Secondo Goffredo, succedette sul trono allo zio Costantino, dopo aver imprigionato il legittimo erede, un altro suo zio. Era un giovane di belle speranze, ma il suo regno, durato tre anni, fu crudele, sanguinario e dissoluto. Gildas lo accusa di immoralità, di omicidio e di aver provocato la guerra civile in Britannia. E per questo altererebbe il suo nome in Caninio, per assonanza con la parola latino cane.
Dato che Gildas elenca i tiranni in ordine geografico, è stato spesso ipotizzato che Aurelio Conano sarebbe stato in realtà sovrano del regno gallese del Powys (per alcuni re Cyngen Glodrydd). Il fatto che il suo nome richiami quello di Ambrosio Aureliano suggerisce un possibile collegamento con l'illustre famiglia di Aurelio.